# San Nicola dei Prefetti
San Nicola dei Prefetti är en kyrkobyggnad i Rom, helgad åt den helige Nikolaus. Kyrkan är belägen vid Via dei Prefetti i Rione Campo Marzio och tillhör församlingen San Lorenzo in Lucina.
Kyrkans tillnamn ”Prefetti” syftar på adelssläkten Di Vico, som mellan 1297 och 1445 innehade ämbetet Praefectus urbis, stadsprefekt, i arv.

## Historia
Den första kyrkan på denna plats skall ha uppförts under påve Zacharias pontifikat (741–752), men den omnämns i ett dokument först under påve Lucius III (1181–1185). Fasaden är från 1674 och interiören genomgick en genomgripande ombyggnad under påve Benedictus XIII (1724–1730).

## Interiör
Takfresken framställer Den helige Nikolaus förhärligande och är utförd av Giacomo Triga cirka 1730. Ovanför högaltaret står: PATER DIMITTE ILLIS – ”Fader, förlåt dem”. Över altaret i andra sidokapellet på höger hand finns målningen Den helige Nikolaus av Bari uppväcker tre barn, utförd av en anonym 1600-talskonstnär. Andra sidokapellet till vänster är invigt åt Madonna del Rosario, Vår Fru av Rosenkransen, och har en träskulptur från 1700-talet föreställande Jungfru Maria och Jesusbarnet. Jungfru Maria bar ursprungligen en purpurfärgad klänning. Numera är hon iförd en klänning i silver och guld, vilken tidigare ägdes av furstinnan Gwendoline Talbot Shrewsbury (1817–1840), gift med Marcantonio V Borghese.
Snett emot San Nicola-kyrkans fasad är kapellet Santa Maria del Divino Amore beläget.

## Bilder
| - Madonna del Rosario. |